# قلعه شبه‌جزیره تراکای

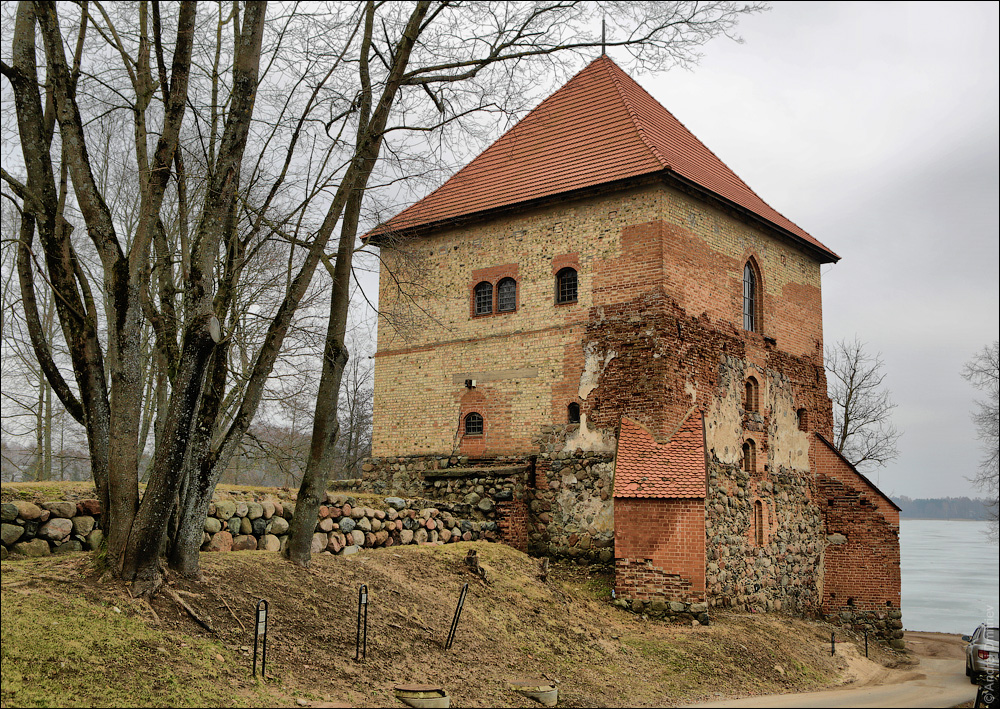
بزرگ‌ترین و حفظ‌شده‌ترین برج جنوبی

قلعه شبه‌جزیره تراکای (لیتوانیایی: Trakų pusiasalio pilis) قلعه‌ای در تراکای، لیتوانی است. این قلعه در شبه‌جزیره‌ای بین دریاچه‌ها گالوه و لوکا قرار دارند. این قلعه میان سال‌های ۱۳۵۰–۱۳۷۷ به دست کشتوتیس، دوک تراکای ساخته شد و یک سازهٔ پدافندی مهم در حفاظت از تراکای و ویلنیوس ضد شوالیه‌های تتونیک به‌شمار می‌رفت. بخش زیادی از قلعه در سدهٔ هفدهم ویران شد. دیوارها و برج‌های باقی‌مانده از آن توسط پارک ملی تاریخی تراکای حفاظت می‌شوند.

در سدهٔ شانزدهم از این قلعه به عنوان زندان استفاده می‌شد. در طول جنگ روسیه و لهستان (۱۶۵۴–۱۶۶۷)، این قلعه ویران شد و هرگز بازسازی نشد.